# William Ashburnham (2e baron Ashburnham)
Pour les articles homonymes, voir Ashburnham (homonymie).
William Ashburnham, 2e baron Ashburnham (21 mai 1679 – 16 juin 1710) est un propriétaire foncier et un homme politique anglais.

## Biographie
Il est le fils aîné de John Ashburnham (1er baron Ashburnham), et de Brigitte, la fille de Walter Vaughan, de Porthammel, Brecknockshire. Il siège comme député de Hastings, de 1702 à 1710, un siège précédemment occupé par son père. En janvier 1710, il succède à son père dans la baronnie et entre à la Chambre des lords. Il est également brièvement Custos Rotulorum de Brecknockshire en 1710.
Lord Ashburnham épouse Catherine, fille de Thomas Taylor, de Clapham, Bedfordshire, en 1705. Le couple est sans enfant. Il est mort à Ashburnham le 16 juin 1710, âgé de 31 ans, de la Variole, et est remplacé par son frère cadet, John Ashburnham (1er comte d'Ashburnham). Son épouse est morte de la même maladie, moins d'un mois plus tard, âgée de 23 ans.